# تنگری

املای تنگری (𐱅𐰭𐰼𐰃 - tengri) با خط ترکی باستان

تِنگری (ترکی باستان: 𐰚𐰇𐰚: 𐱅𐰭𐰼𐰃؛ ترکی استانبولی: Tanrı؛ اویغوری: ته‌ڭری) یا تانری یکی از نام‌های خدای مردمان اولیه تُرک و مردمان مغول بوده‌است. عبادت تنگری را تنگریسم گویند. شخصیت‌های اصلی این دین، پدر آسمانی (Tengri/Tenger Etseg) و مادر زمینی (Eje/Gazar Eej) است. در خصوص این واژه در لغت نامه دهخدا چنین توضیح داده شده: در زبان تُرکی نام حق تعالی است، نام خدای تعالی نزد تُرکان دور، و تُرکان نزدیک تانری گویند.

## تاریخ

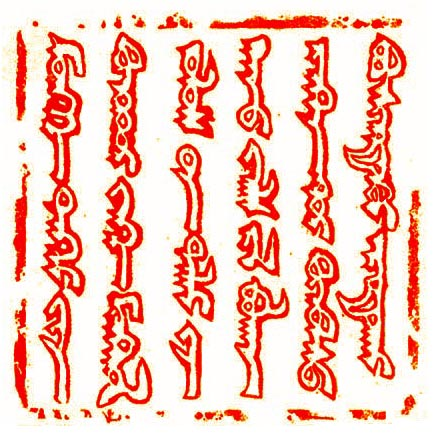
مهر از نامه گیوک خان به پاپ اینوسنت چهارم، ۱۲۴۶. در چهار کلمه اول، از بالا به پایین، از چپ به راست، "möngke ṭngri-yin küčündür"-"تحت قدرت آسمان ابدی" نوشته شده‌است.

شکل تُرکی تنگری (Tengri)، در کتیبه‌های اورخون قرن هشتم به شکل ترکی باستان به صورت 𐱅𐰭𐰼𐰃 ثبت شده‌است. در ترکی امروزی، کلمه مشتق شده "Tanrı" (تانری) به عنوان کلمه عمومی «خدا» یا به عنوان خدای ابراهیمی استفاده می‌شود و امروزه توسط مردم ترکیه برای اشاره به خدا کاربرد دارد. تنگری خدای ملی گوک‌تُرک‌ها بوده که به عنوان «خدای تُرک‌ها» (Türük Tängrisi) توصیف شده‌است. خان‌های گوک‌تُرک قدرت خود را بر اساس دستورهای تنگری بنا نمودند.

## در ادبیات فارسی

### انوری
| آنکه بر لوح زبانها خط اول نام اوست |  | این همی گوید اله آن ایزد و آن تنگری |

### عطار نیشابوری
تذکرة الأولیاء، ذکر بایزید بسطامی رحمة الله علیه:
"ترکمانی‌ام هفتاد ساله، موی در گبری سفید کرده. از بیابان اکنون برمی‌آیم و تنگری تنگری می‌گویم. الله الله گفتن اکنون می‌آموزم، زنار اکنون می‌برم، قدم در دایره اسلام اکنون می‌زنم، زبان به شهادت اکنون می‌گردانم کار توب به علت نیست "

### مولانا
| تُرک تویی ز هندوان چهره تُرک کم طلب |  | ز آنک نداد هند را صورت تُرک تنگری |